# Apple A7
O Apple A7 é um chip de 64-bit projetado pela empresa Apple Inc. Sua primeira aparição ocorreu no anúncio feito no dia 10 de setembro de 2013 do iPhone 5s. A empresa afirma que o chipset é o primeiro chip baseado na arquitetura ARM com suporte 64-bits. Também afirmou que é duas vezes mais rápido e tem duas vezes mais poder de processamento gráfico comparado com o seu predecessor, o Apple A6.

## Design
O A7 utiliza uma unidade de processamento central de 64 bits baseado na arquitetura ARMv-8, com uma unidade de processamento gráfico (GPU) capaz de utilizar a especificação OpenGL ES 3.0. O A7 inclui mais de 1 bilhão de transistores em um núcleo de 102mm² de tamanho. Ele também inclui um novo processador de sinal de imagem (ISP), introduzido pela primeira vez no Apple A5, usado para estabilização de imagem, correção de imagem e balanço de branco.

## Apple M7
O Apple M7 é o co-processador de movimento que gerencia os dados do acelerômetro, giroscópio e compasso que irá ajudar aplicativos de exercícios físicos a serem mais precisos e reduzir o uso do processador, além de economizar bateria.

## Produtos que utilizam o Apple A7
- iPhone 5s
- iPad Air
- iPad Mini 2.
- iPad Mini 3.